# Gmina Unešić
Gmina Unešić (chorw. Općina Unešić) – gmina w Chorwacji, w żupanii szybenicko-knińskiej. W 2011 roku liczyła  1686 mieszkańców.